# Bauhaus-Galan

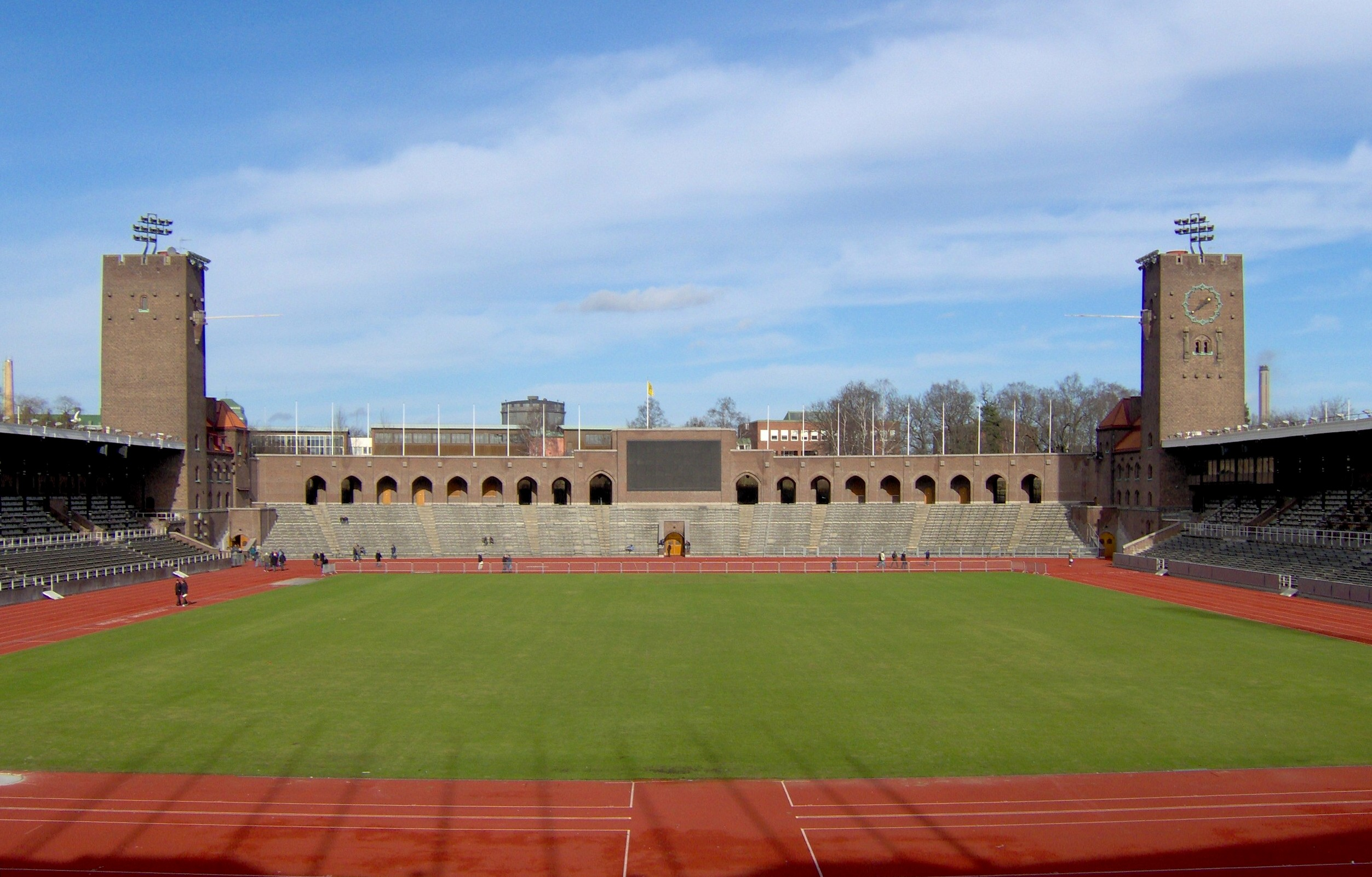
L'Olympiastadion di Stoccolma, sede del Bauhaus-Galan

Il Bauhaus-Galan (precedentemente noto come DN Galan) è un meeting internazionale di atletica leggera che si tiene annualmente a Stoccolma, in Svezia. È stato organizzato per la prima volta nel 1967 e fa parte del circuito Diamond League.

## Circuito IAAF
Il meeting svedese è stato nel programma della IAAF Super Grand Prix dal 2003 al 2009, mentre dal 2010 è tra i 14 meeting del calendario della Diamond League.

## Record mondiali
Durante il corso della sua storia, al Bauhaus-Galan sono stati infranti diversi record mondiali.
| Anno | Specialità    | Record   | Atleta          | Nazionalità |
| ---- | ------------- | -------- | --------------- | ----------- |
| 1997 | 800 m         | 1'41.73  | Wilson Kipketer | Danimarca   |
| 1993 | 10000 m       | 27'07.91 | Richard Chelimo | Kenya       |
| 1987 | Salto in alto | 2.42 m   | Patrik Sjöberg  | Svezia      |

## Edizioni
Di seguito la tabella delle ultime edizioni del meeting.
| Anno | Edizione | Circuito                   | Dettagli           |
| ---- | -------- | -------------------------- | ------------------ |
| 2007 | XLI      | IAAF Super Grand Prix 2007 | DN Galan 2007      |
| 2008 | XLII     | IAAF Super Grand Prix 2008 | DN Galan 2008      |
| 2009 | XLIII    | IAAF Super Grand Prix 2009 | DN Galan 2009      |
| 2010 | XLIV     | IAAF Diamond League 2010   | DN Galan 2010      |
| 2011 | XLV      | IAAF Diamond League 2011   | DN Galan 2011      |
| 2012 | XLVI     | IAAF Diamond League 2012   | DN Galan 2012      |
| 2013 | XLVII    | IAAF Diamond League 2013   | DN Galan 2013      |
| 2014 | XLVIII   | IAAF Diamond League 2014   | DN Galan 2014      |
| 2015 | XLIX     | IAAF Diamond League 2015   | Bauhaus-Galan 2015 |
| 2016 | L        | IAAF Diamond League 2016   | Bauhaus-Galan 2016 |
| 2017 | LI       | IAAF Diamond League 2017   | Bauhaus-Galan 2017 |
| 2018 | LII      | IAAF Diamond League 2018   | Bauhaus-Galan 2018 |
| 2019 | LIII     | IAAF Diamond League 2019   | Bauhaus-Galan 2019 |
| 2020 | LIV      | Diamond League 2020        | Bauhaus-Galan 2020 |
| 2021 | LV       | Diamond League 2021        | Bauhaus-Galan 2021 |
| 2022 | LVI      | Diamond League 2022        | Bauhaus-Galan 2022 |
| 2023 | LVII     | Diamond League 2023        | Bauhaus-Galan 2023 |
| 2024 | LVIII    | Diamond League 2024        | Bauhaus-Galan 2024 |
| 2025 | LIX      | Diamond League 2025        | Bauhaus-Galan 2025 |

## Record del meeting

### Uomini
| Specialità             | Record                                                    | Atleta                                                            | Nazionalità           | Data                         | Note |
| ---------------------- | --------------------------------------------------------- | ----------------------------------------------------------------- | --------------------- | ---------------------------- | ---- |
| 100 m                  | 9.84 (0.0 m/s)                                            | Tyson Gay                                                         | Stati Uniti           | 6 agosto 2010                |      |
| 200 m                  | 19.77                                                     | Michael Johnson                                                   | Stati Uniti           | 8 luglio 1996                |      |
| 400 m                  | 43.50                                                     | Jeremy Wariner                                                    | Stati Uniti           | 7 agosto 2007                |      |
| 800 m                  | 1'41.73                                                   | Wilson Kipketer                                                   | Danimarca             | 7 luglio 1997                |      |
| 1000 m                 | 2'13.93                                                   | Abubaker Kaki Khamis                                              | Sudan                 | 22 luglio 2008               |      |
| 1500 m                 | 3'29.30                                                   | Hicham El Guerrouj                                                | Marocco               | 7 luglio 1997                |      |
| Miglio                 | 3'51.32                                                   | John Kibowen                                                      | Kenya                 | 5 agosto 1998                |      |
| 2000 m                 | 4'50.08                                                   | Noah Ngeny                                                        | Kenya                 | 30 luglio 1999               |      |
| 3000 m                 | 7'25.79                                                   | Kenenisa Bekele                                                   | Etiopia               | 7 agosto 2007                |      |
| 5000 m                 | 12'51.60                                                  | Daniel Komen                                                      | Kenya                 | 8 luglio 1996                |      |
| 10000 m                | 27'07.91                                                  | Richard Chelimo                                                   | Kenya                 | 5 luglio 1993                |      |
| 110 m hs               | 12.91 (+0.2 m/s)                                          | Dayron Robles                                                     | Cuba                  | 22 luglio 2008               |      |
| 400 m hs               | 46.87                                                     | Karsten Warholm                                                   | Norvegia              | 23 agosto 2020               |      |
| 3000 m siepi           | 7'59.42                                                   | Paul Kipsiele Koech                                               | Kenya                 | 7 agosto 2007                |      |
| Salto in alto          | 2.42 m                                                    | Patrik Sjöberg                                                    | Svezia                | 30 giugno 1987               |      |
| Salto con l'asta       | 6.01 m                                                    | Armand Duplantis                                                  | Svezia                | 23 agosto 2020               |      |
| Salto in lungo         | 8.59 m (+0.4 m/s)                                         | Iván Pedroso                                                      | Cuba                  | 7 luglio 1997                |      |
| Salto triplo           | 17.93 m (+1.6 m/s)                                        | Kenny Harrison                                                    | Stati Uniti           | 2 luglio 1990                |      |
| Getto del peso         | 22.09 m                                                   | Christian Cantwell                                                | Stati Uniti           | 5 agosto 2010                |      |
| Lancio del disco       | 69.67 m                                                   | Fedrick Dacres                                                    | Giamaica              | 10 giugno 2018               |      |
| Lancio del martello    | 71.04 m                                                   | Romual'd Klim                                                     | Unione Sovietica      | 2 luglio 1968                |      |
| Lancio del giavellotto | 95.52 m (Vecchio giavellotto) 89.78 m (Nuovo giavellotto) | Uwe Hohn Andreas Thorkildsen                                      | Germania Est Norvegia | 2 luglio 1985 25 luglio 2006 |      |
| Staffetta 4x100 m      | 37.99 m                                                   | Terrence Trammell Wallace Spearmon Shawn Crawford Michael Rodgers | Stati Uniti           | 22 luglio 2008               |      |

### Donne
| Specialità             | Record                                                    | Atleta                                                                 | Nazionalità           | Data                          | Note  |
| ---------------------- | --------------------------------------------------------- | ---------------------------------------------------------------------- | --------------------- | ----------------------------- | ----- |
| 100 m                  | 10.90 (+1.9 m/s)                                          | Irina Privalova                                                        | Russia                | 12 luglio 1994                |       |
| 200 m                  | 21.88                                                     | Allyson Felix                                                          | Stati Uniti           | 31 luglio 2008                |       |
| 400 m                  | 49.70                                                     | Allyson Felix                                                          | Stati Uniti           | 7 agosto 2007                 |       |
| 800 m                  | 1'56.71                                                   | Maria Mutola                                                           | Mozambico             | 5 agosto 1998                 |       |
| 1000 m                 | 2'30.72                                                   | Maria Mutola                                                           | Mozambico             | 10 luglio 1995                |       |
| 1500 m                 | 3'57.64                                                   | Gudaf Tsegay                                                           | Etiopia               | 10 giugno 2018                |       |
| Miglio                 | 4'24.60                                                   | Silvana Cruciata                                                       | Italia                | 8 luglio 1981                 |       |
| 3000 m                 | 8'24.66                                                   | Meseret Defar                                                          | Etiopia               | 25 luglio 2006                |       |
| 5000 m                 | 14'12.88                                                  | Meseret Defar                                                          | Etiopia               | 22 luglio 2008                |       |
| 100 m hs               | 12.38 (+1.3 m/s)                                          | Brianna McNeal                                                         | Stati Uniti           | 16 luglio 2002                |       |
| 400 m hs               | 53.74                                                     | Kaliese Spencer                                                        | Giamaica              | 29 luglio 2011                | [ 1 ] |
| 3000 m siepi           | 9'05.02                                                   | Yuliya Zaripova                                                        | Russia                | 17 agosto 2012                | [ 2 ] |
| Salto in alto          | 2.07 m                                                    | Blanka Vlašić                                                          | Croazia               | 7 agosto 2007                 |       |
| Salto con l'asta       | 4.86 m                                                    | Sandi Morris                                                           | Stati Uniti           | 22 luglio 2008                |       |
| Salto in lungo         | 7.05 m (+0.7 m/s)                                         | Galina Chistyakova                                                     | Unione Sovietica      | 3 luglio 1989                 |       |
| Salto triplo           | 14.83 m (+1.9 m/s)                                        | Caterine Ibargüen                                                      | Colombia              | 29 luglio 2011                | [ 3 ] |
| Getto del peso         | 20.63 m                                                   | Nadezhda Ostapchuk                                                     | Bielorussia           | 5 agosto 2010                 |       |
| Lancio del disco       | 68.77 m                                                   | Sandra Perković                                                        | Croazia               | 17 agosto 2012                | [ 4 ] |
| Lancio del giavellotto | 72.74 m (Vecchio giavellotto) 67.92 m (Nuovo giavellotto) | Petra Meier Trine Hattestad                                            | Germania Est Norvegia | 1º luglio 1986 1º agosto 2000 |       |
| Staffetta 4x100 m      | 42.29                                                     | Me'Lisa Barber Sheri-Ann Brooks Bianca Knight Debbie Ferguson-McKenzie | Nazioni Unite         | 21 luglio 2008                |       |